# 이승규 (축구 선수)
이승규(1992년 7월 27일 ~ )는 대한민국의 축구 선수이며 포지션은 골키퍼이다. 현재 부산 아이파크에서 활약하고 있다.

## 그 외
이승규의 아버지는 전 배구 선수이자 현재 화성 IBK 기업은행 알토스의 감독인 이정철 감독이다.